# Fernando Moreno Barberá
Fernando Moreno Barberá (Ceuta, 22 de junio de 1913-Madrid, 12 de mayo de 1998) fue un arquitecto español del Movimiento Moderno, concretamente de la tercera generación. Tras su formación en Alemania, destacó especialmente por la profusión y calidad de su arquitectura docente, impulsada por la Ley de Enseñanza Media y Profesional (1949), aunque como la gran mayoría de arquitectos europeos también dedicó un apartado de su producción a la reflexión sobre la vivienda (social, bloques privados y casas unifamiliares).
Moreno Barberá generó un universo formal propio, matizado al introducir referencias a lo local y caracterizado por la continua superposición de temas e ideas desarrollados con anterioridad; es decir, una lectura personal de las aportaciones del Movimiento Moderno de acuerdo con su percepción de la abstracción moderna, su formación, la disponibilidad técnica, las características del lugar, el énfasis en la construcción y su particular idea de la proporción en la imagen final del proyecto. A lo largo de su trayectoria, siguiendo la estela de los grandes maestros, experimentó con nuevas posibilidades como el monumentalismo moderno, el organicismo o el brutalismo, pero sin olvidar nunca el funcionalismo y las cuestiones materiales y técnicas que suponen el distintivo de su obra.

## Trayectoria

### La década de 1940: la formación del arquitecto
Apenas existe información acerca de los primeros años de Fernando Moreno Barberá, aunque ya en 1929 recibió el Premio Extraordinario de Bachillerato por la Universidad de Madrid apuntando a un futuro prometedor. Cursó los estudios convencionales de Arquitectura en la Escuela Superior de Arquitectura de Madrid e, inmediatamente después de haber obtenido el título en 1940, comenzó su verdadera formación en Alemania gracias a las pensiones otorgadas por el Consejo Superior de Investigaciones Científicas español y las instituciones alemanas Humboldt Stiftung  de Berlín y Deutscher Akademischer Austanschdienst .
Así pues, el recién licenciado Moreno Barberá recaló durante la Segunda Guerra Mundial en un ambiente mucho más avanzado en materia arquitectónica, donde pudo ampliar sus conocimientos de urbanismo en la Technische Hochschule Charlottenburg de Berlín y, al año siguiente, en la Technische Hochschule de Stuttgart bajo la tutela del profesor Paul Schmitthenner. De este aprendió el valor de la “norma” en la redacción del proyecto y la importancia de la técnica y los materiales, que pueden convertir un mismo proyecto en algo totalmente distinto; en adelante, Fernando Moreno Barberá entenderá cada nueva construcción como una posibilidad para reflexionar sobre las ideas y soluciones ya vertidas sobre edificios anteriores; no en vano, se expresó en estos términos:

Una obra arquitectónica de cierta envergadura es como una composición musical. Tomaré como ejemplo a Bach. El hombre escoge un tema y lo va desarrollando, y con cuatro instrumentos, no más de cuatro, expresa sentimientos de alegría, de tristeza, de emoción, de decaimiento… puede expresar lo que quiera, pero con cuatro elementos nada más. Lo que no cabría es que de repente en medio de un concierto de Bach apareciese un acordeón, que es lo que pasa en muchas arquitecturas. Hay arquitecturas que se convierten en un muestrario de materiales y de métodos de proyecto... ¡Mal estilo! Aquí [se refiere a sus construcciones valencianas] se cogía la sinfonía: esto es un terceto. Está el hormigón visto, el ladrillo de hormigón y la madera vista. Y de ahí no se sale. Todos los edificios, absolutamente todos los edificios que hay aquí, están hechos con esos tres materiales.
Fernando Moreno Barberá

Entre 1941 y 1943, mientras compaginaba las labores de agregado en la Embajada de España de Berlín, Moreno Barberá colaboró profesionalmente en el estudio de Paul Bonatz. Pese a su edad, este todavía gozaba de una reputación suficiente como para criticar los planteamientos de la efectista arquitectura nazi, argumentando que contenido y forma deben coincidir, representar en sí es absurdo. Del estilo-trabajo (Arbeitsstil)  de Paul Bonatz, Moreno Barberá aprendió el monumentalismo de formas duraderas al margen de las exigencias del mercado y, por encima de todo, el funcionalismo de esas formas; una idea, por lo demás, en consonancia con los preceptos del Movimiento Moderno.
En definitiva, durante los casi cuatro años que duró su estancia en Alemania, Fernando Moreno Barberá entró en contacto directo con todo un panorama de discusión entre lo histórico y lo moderno, lo escenográfico y lo funcional, que todavía tendría que liberarse y librarse en España por un largo tiempo. A su regreso a España, y gracias a la solidez económica garantizada por el puesto de arquitecto de construcciones civiles que ocupaba en el Ministerio de Educación, Fernando Moreno Barberá trató de difundir aquellas ideas a través de conferencias y publicaciones escritas que llegaron hasta otros arquitectos españoles como Fernando Chueca Goitia, Luis Gutiérrez Soto o Alejandro de la Sota Martínez y, además, puso en práctica dichas ideas en sus primeros proyectos no construidos: la plaza de toros de Jaén (1944) o el proyecto de Monumento a los Caídos (1949), ambos con claras referencias a su maestro alemán.
En cualquier caso, Moreno Barberá alcanzó su madurez como arquitecto con el Centro de Investigaciones Calvo Sotelo (1945) de Madrid, a la sazón uno de los edificios más emblemáticos de la época. Bien es cierto que el proyecto de Moreno Barberá guardaba ciertas reminiscencias hacia su maestro, pero demostraba ya su total comprensión del funcionalismo y su verosimilitud en el contexto madrileño: mantuvo algunas referencias al academicismo del Régimen, depuradas y sin ornato excesivo, solamente en las partes más representativas como el acceso principal, las oficinas y los laboratorios; el resto del conjunto, de características más industriales, se resolvía con un discurso libre de la imposición historicista, aportando nuevos materiales para sustituir los enormes bloques de piedra por lienzos acristalados y concibiendo las distintas estancias como paquetes funcionales, algo que mantendrá siempre en la organización de sus espacios. Es decir, el Centro de Investigaciones se estructuró en torno a la dualidad forma-función, por medio de piezas interrelacionadas, experimentando con las superficies planas, el hormigón visto, el ladrillo aparente y las volumetrías contundentes; procedimiento especialmente claro en la retícula de la torre, que se convertiría con el tiempo en un elemento distintivo de su producción. Se trataba, pues, de la culminación del período de aprendizaje y el punto de partida de una nueva etapa proyectual.

La expresión arquitectónica ha de encontrarse utilizando los elementos indispensables para construir sin añadir nada superfluo […] se ha de recurrir a los eternos medios de expresión: contrastes de luz y sombras, relación de volúmenes, ritmo y proporción entre huecos y macizos, [indicando además que el arquitecto debe] despojarse de toda preocupación formalista, no acordarse de ninguna forma aprendida con anterioridad, procurar volver a un estado de inocencia arquitectónica.
Fernando Moreno Barberá

A finales de los años cuarenta, entre 1947 y 1949, Fernando Moreno Barberá se inició asimismo en el ejercicio de la docencia como profesor de escenografía en el Instituto de Experiencias e Investigaciones Cinematográficas, lo cual debe ser muy tenido en cuenta en sus producciones posteriores.

### La década de 1950: madurez
Desde 1945, y hasta 1965, Fernando Moreno Barberá ejercería como consejero de la Empresa Nacional de Turismo, dependiente en último extremo del Instituto Nacional de Industria, el mismo que, por su parte, puso en marcha en 1950 un plan para generar divisas a través del turismo y la hostelería. En este programa se insertaron una serie de proyectos en los que Moreno Barberá dio continuidad a la perspectiva anunciada en el Centro de Investigaciones Calvo Sotelo (1945) y que desarrolló durante los primeros años de la década: la Hospedería de Peregrinos (1953) en Santiago de Compostela, por ejemplo, realizada junto a Juan Gómez González, Julio Cano Lasso y Rafael de la Joya, que mostraba un interesante juego con la orografía, adelantando su sutil localismo, y que destacaba por la combinación de volúmenes horizontales y verticales; e, igualmente, toda una serie de encargos para intervenir en edificios históricos.
Durante la década de 1950 el panorama arquitectónico nacional comenzó a enriquecerse con las aportaciones de los grandes nombres del Movimiento Moderno, aunque no sin dificultades: un solitario artículo sobre Le Corbusier en la Revista Nacional de Arquitectura; una sesión crítica en torno a la figura de Alvar Aalto; el primer artículo sobre Mies van der Rohe, pero sobre el Mies del Pabellón de Barcelona (1929) … El principal referente era Estados Unidos, una realidad con la cual los arquitectos contactaron de forma directa (Oiza, Picatoste, Luis Vázquez de Castro, Rafael de la Hoz, Chueca y algunos otros) o indirecta, a través de la revista dirigida por Eduardo Torroja Informes de la Construcción, dentro del Instituto de la Construcción, y que comenzará a difundir a partir de 1948 los nuevos materiales, el acero y el hormigón, y toda una serie de obras donde la técnica constructiva era un factor relevante.

...los trabajos que un grupo de arquitectos hacemos con los norteamericanos son como unos ejercicios espirituales de los que salimos con la tranquilidad de saber que somos capaces de trabajar en serio.
Fernando Moreno Barberá

Así pues, se puede percibir un espíritu de búsqueda formal en Fernando Moreno Barberá, quien se vería influido por Richard Neutra y, sobre todo, por Mies van der Rohe, bajo cuyas ideas proyectó sus obras más significativas: la Facultad de Derecho (1956-1959), la Escuela de Ingenieros Agrónomos (1958-1967) y la Facultad de Filosofía y Letras (1960-1970), todas ellas en Valencia, donde integraba los principios de Le Corbusier, caracterizados por el uso contundente del hormigón, y del propio Mies van der Rohe, caracterizados por el uso más limpio del acero y el cristal; muestran, en suma, una manera de entender lo moderno basada en el fragmento, en la articulación, en la reflexión sobre el lenguaje y la escala, en el conocimiento de las ideas corbuserianas y en una aproximación al proyecto compleja y personal, que ya había acometido, por ejemplo, en el Centro de Investigaciones Calvo Sotelo (1945).

[En la Escuela de Ingenieros Agrónomos] Se ha partido de la idea estética preconcebida de líneas tranquilas. En cuanto a la orientación estética, en que afortunadamente ya no es necesario luchar contra las formas típicas de la arquitectura oficial tan usada hasta hace pocos años, con formas de expresión de épocas remotas con las que no tenemos nada en común, se ha prescindido de utilizar ninguna imitación de formas de distintos estilos clásicos que se mezclan incongruentemente. […] El criterio con que se enfoca este proyecto es un criterio tradicionalista en el verdadero sentido de la palabra, es decir, no imitando lo que hicieron los antiguos sino actuando como hubieran hecho ellos en nuestras circunstancias. Y ellos hubieran hecho en nuestro caso lo que hicieron en el suyo, es decir, utilizar en todos los casos lo más moderno de que disponían.
Fernando Moreno Barberá

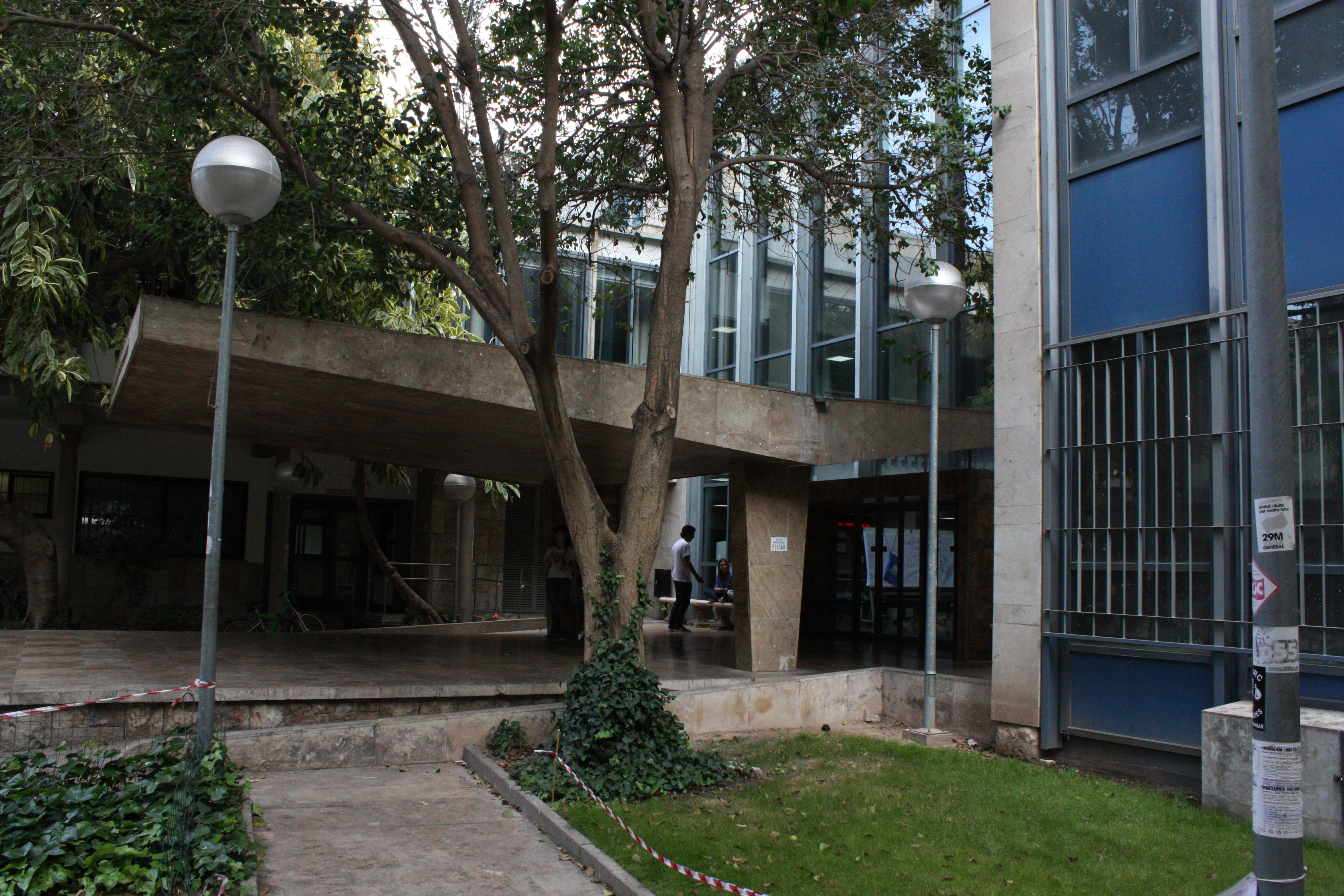
Facultad de Derecho de Valencia. Entrada
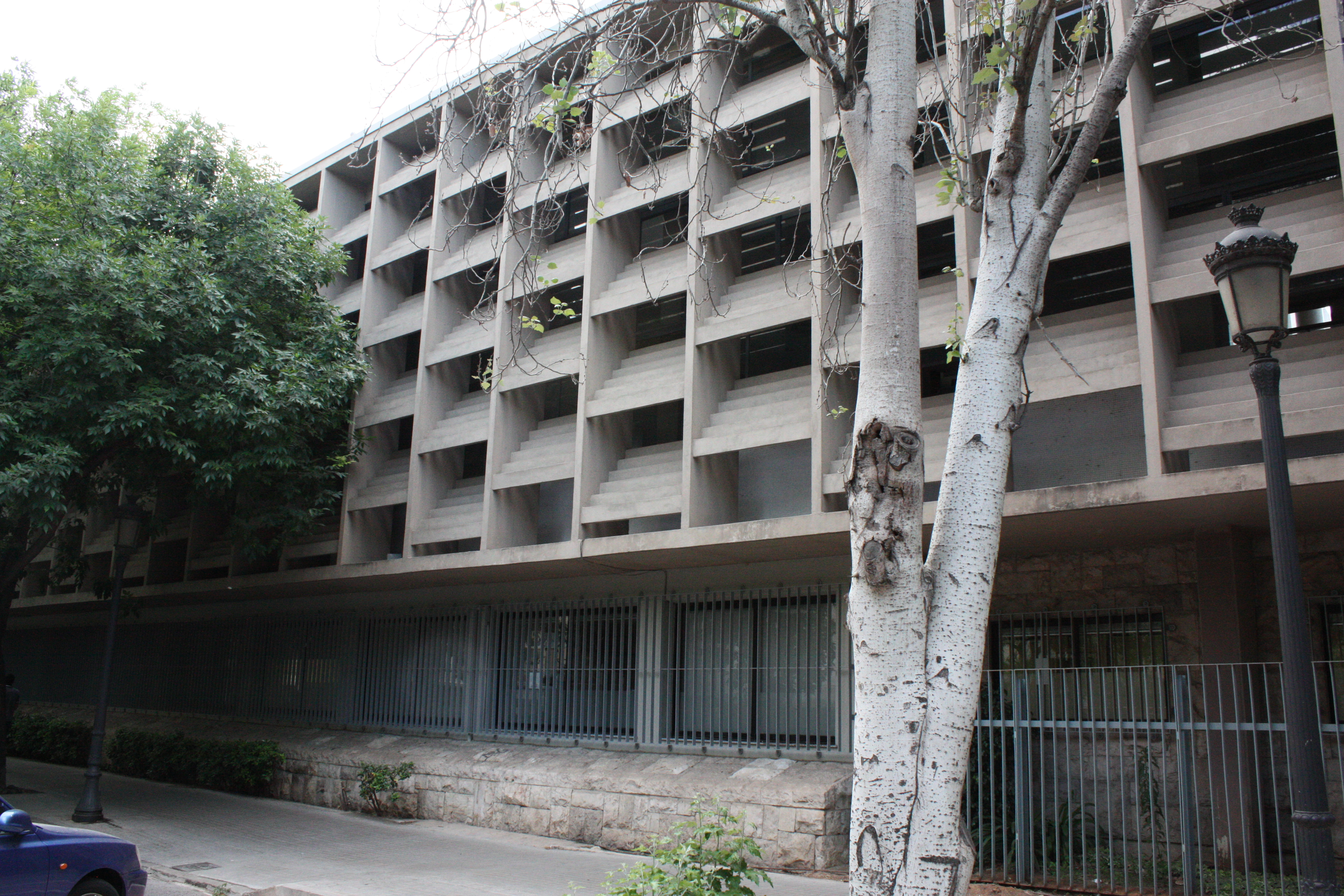
Facultad de Derecho de Valencia. Brise-soleil
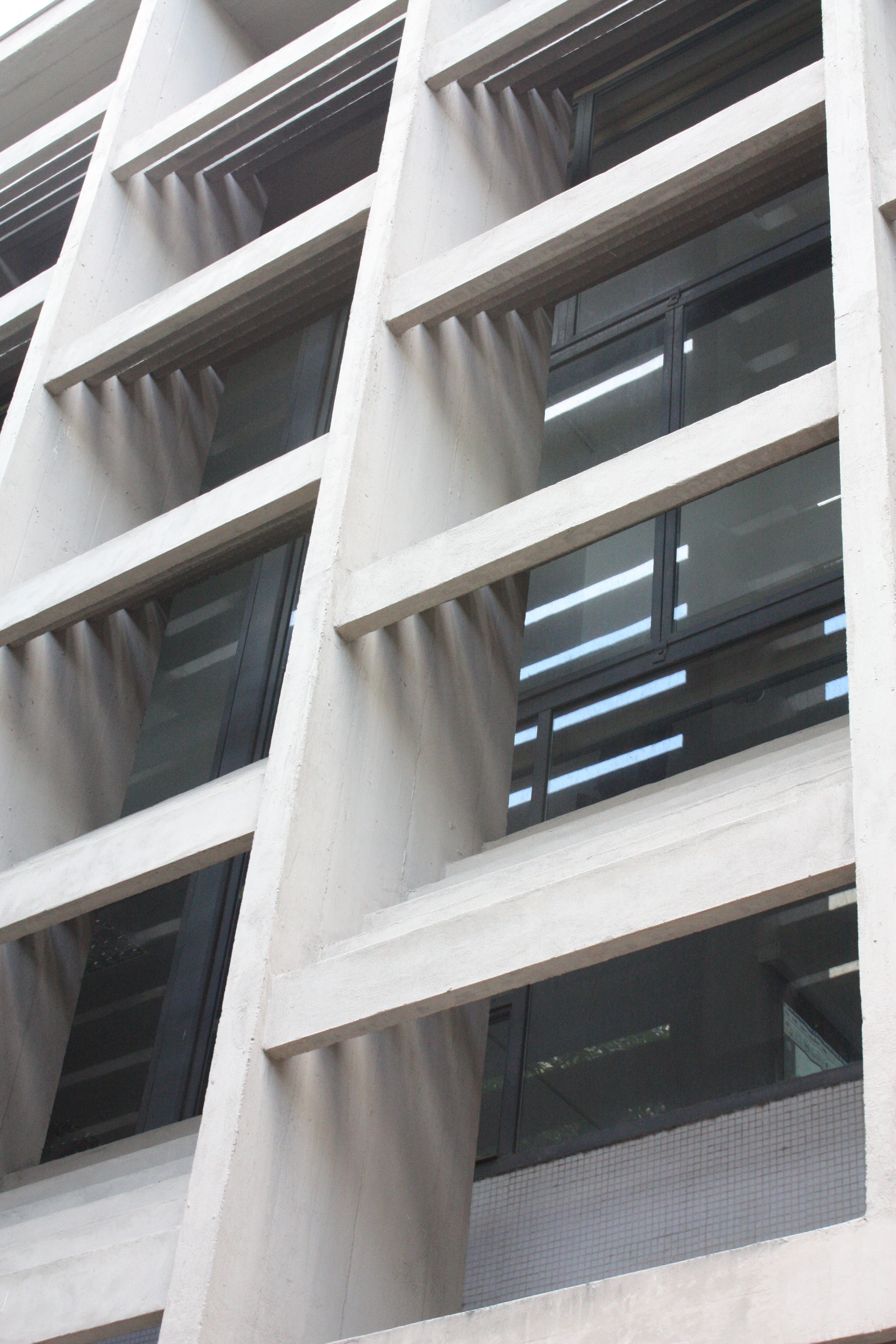
Facultad de Derecho de Valencia. Detalle del brise-soleil
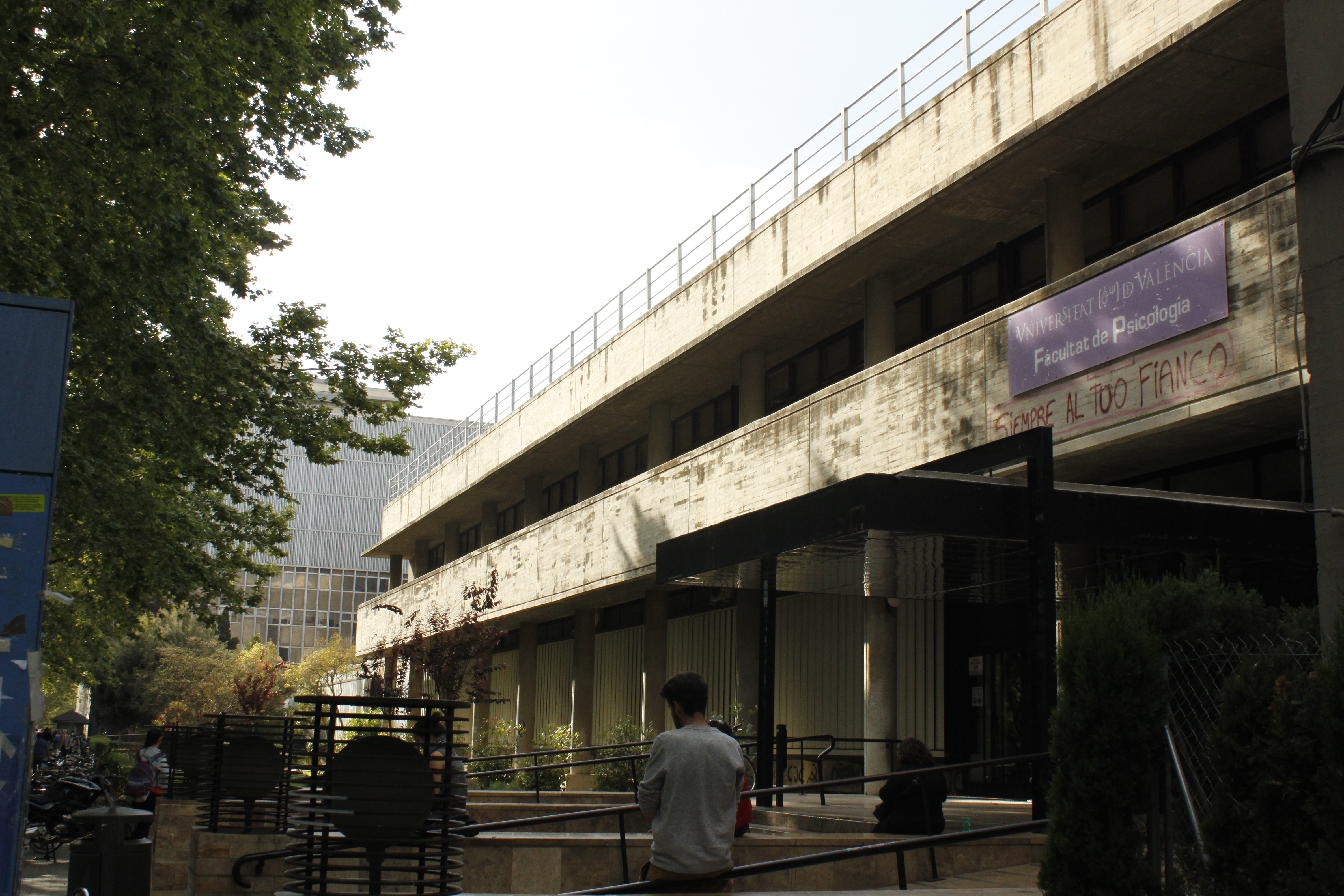
Escuela de Ingenieros Agrónomos de Valencia. Entrada
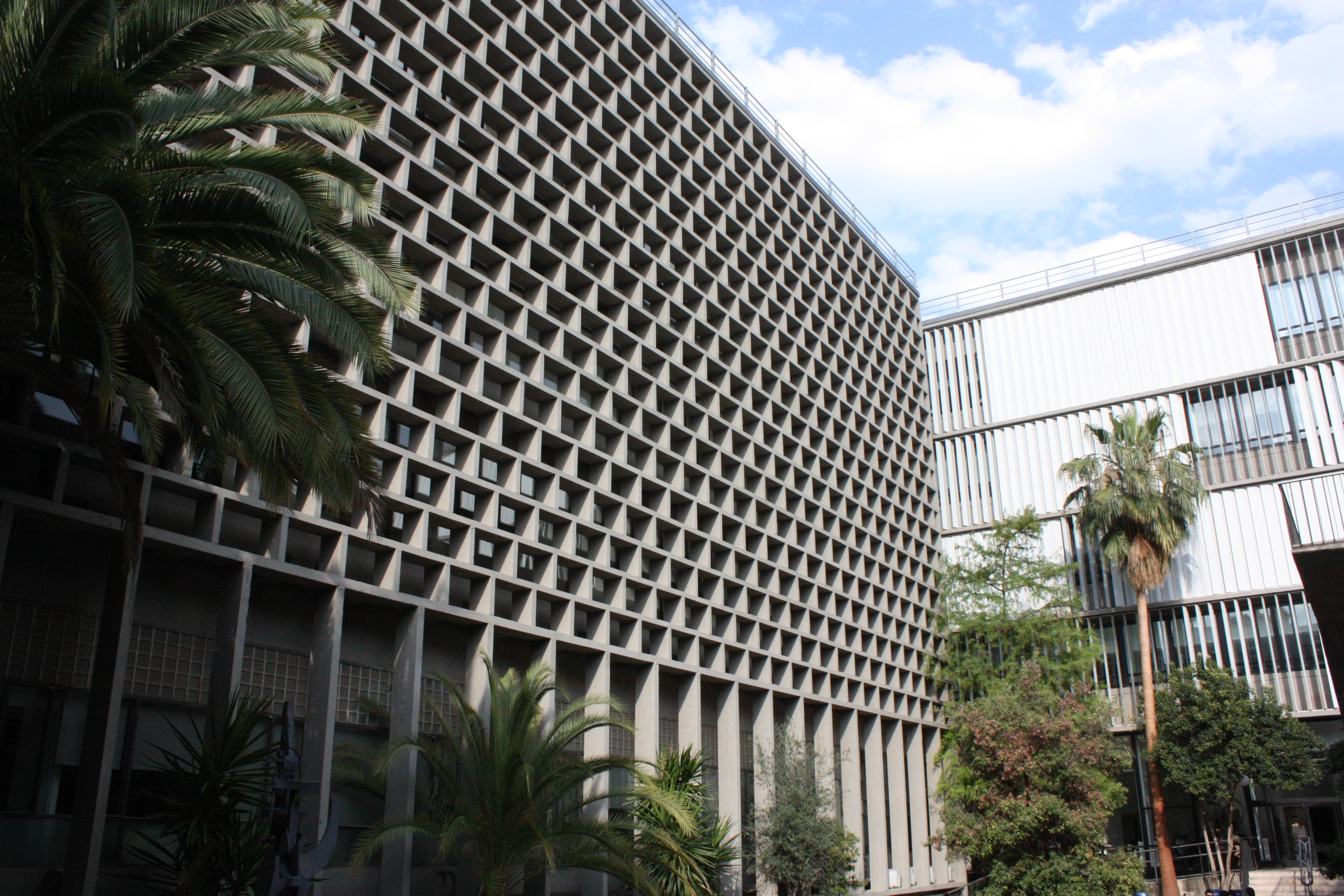
Escuela de Ingenieros Agrónomos de Valencia. Patio-jardín
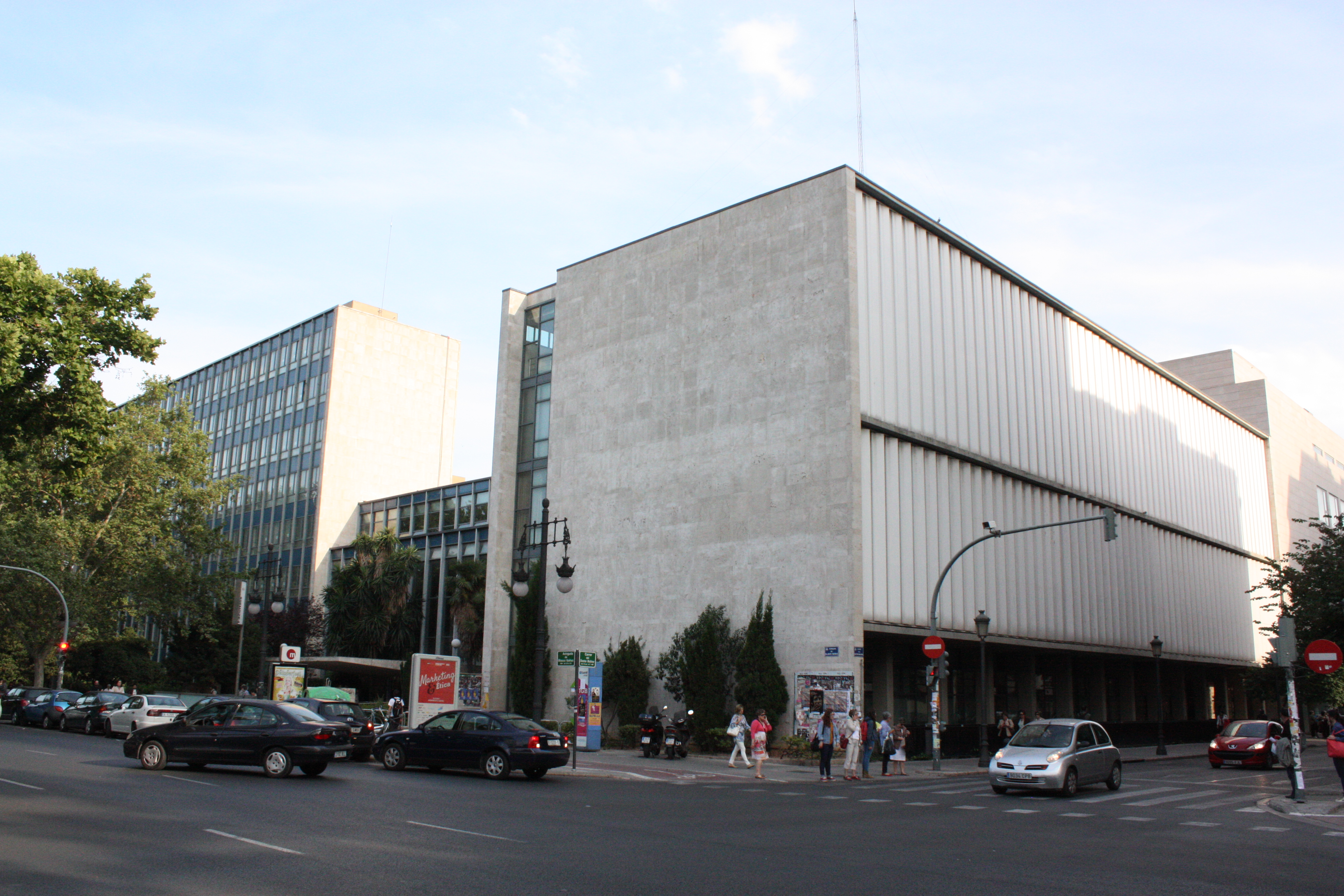
Facultad de Filosofía y Letras de Valencia. Vista general
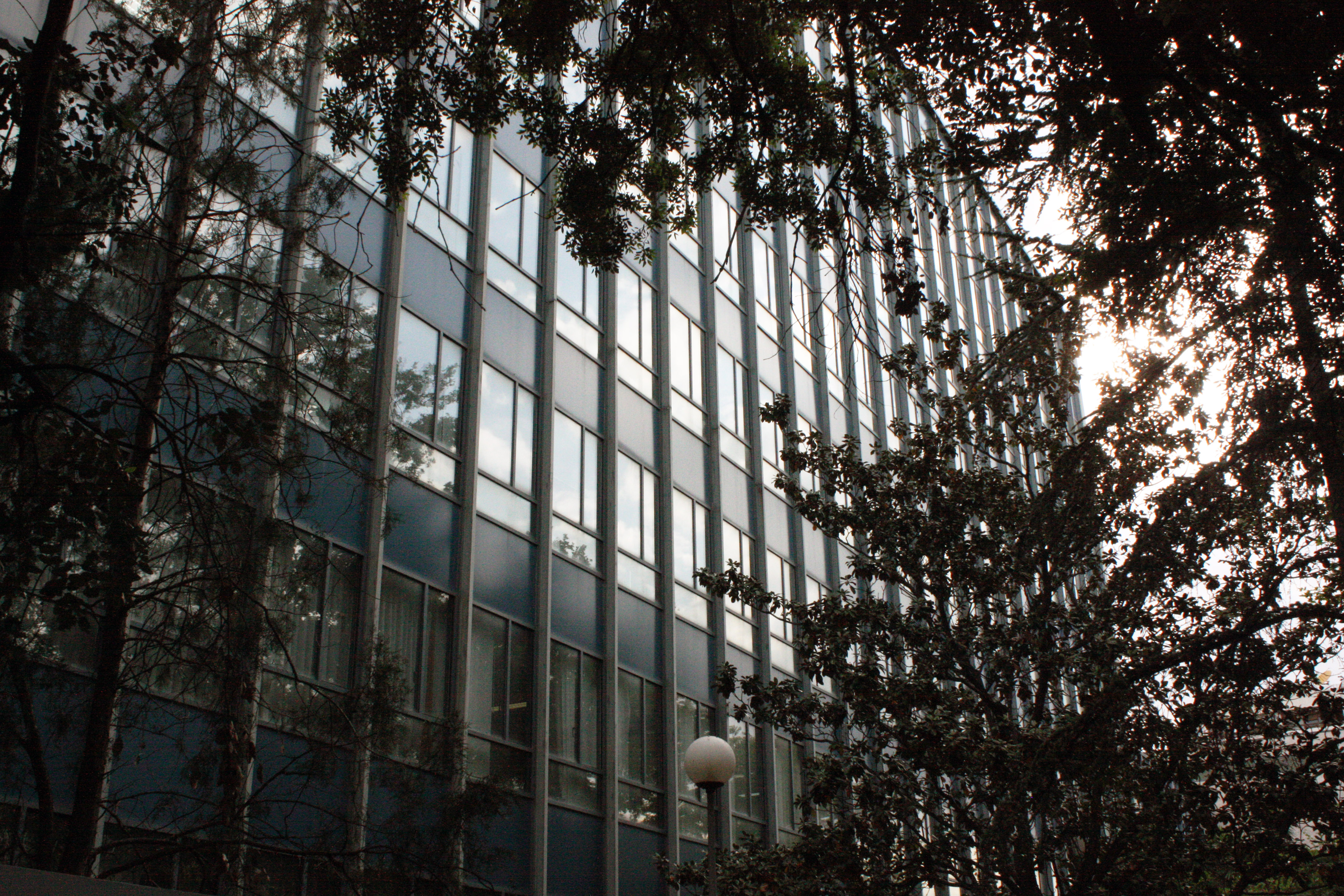
Facultad de Filosofía y Letras de Valencia. Fachada

En esta década de 1950 también hizo su mayor aportación a la problemática de la vivienda social con su idea de las “casas parabólicas”, es decir, viviendas definidas mediante una “bóveda” de hormigón que podría repetirse y estandarizarse en distintos tamaños; sin embargo, no tuvo mucho éxito. En un plano más pragmático, alejado de tal experimentación formal, llegó a construir un interesante “barrio tipo”, el de San Antonio (1955) en Madrid, basado en presupuestos funcionalistas aplicados tanto a la organización de las áreas residenciales de baja densidad como a la tipología de bloques y su sistema de agrupación; y en esta misma línea llevó a cabo el conjunto de viviendas para la Metalúrgica Santa Ana (1956) a las afueras de Linares, varias viviendas para profesores (1957) en Villagarcía de Arosa y, algo después, el asentamiento anejo a la Central Térmica de Puente Nuevo (1963-1969) en Córdoba… Pese a estos ejemplos, y a otros en el ámbito de la vivienda colectiva para promotores privados o de la vivienda unifamiliar, Fernando Moreno Barberá no mostró un especial interés por las cuestiones del habitar.

### La década de 1960: apertura y ruptura
En 1959, Fernando Moreno Barberá fue pensionado por la International Corporation Administration en el marco de los planes de ayuda americana al desarrollo y la formación de técnicos en Estados Unidos, donde contactó con Mies y con Neutra, estudiando su arquitectura y regresando a España dispuesto a dar un significativo quiebro a su producción. En las obras anteriores ya había dejado entrever el manejo de ambos vocabularios y en la Escuela de Maestría Industrial (1964-1968), así como en la Escuela de Ingeniería Técnica Industrial(1968-1969), actual Escuela Universitaria de Óptica, ambas en el madrileño barrio de San Blas, trabajó de forma más concienzuda las propuestas de Mies van der Rohe y las reinterpretó bajo su criterio y sus posibilidades sin recurrir a la imitación, integrando las carpinterías asimétricas, los lucernarios longitudinales, las escaleras ligeras suspendidas, los brise-soleil o la relativa opacidad de los ligeros muros exteriores cubiertos por glasal, un material novedoso entonces. Pero destaca por encima de todo lo demás la introducción del patio como elemento indispensable en la distribución interna, tanto horizontal como vertical, que ya utilizaría con recurrencia en toda su obra de ese momento y posterior.
Fernando Moreno Barberá prolongará esta línea constructiva en un buen número de obras durante los años sesenta, como el Centro Nacional de Medios Audiovisuales (1964-1969) o en la Universidad Laboral de Cheste (1965-1970), por cuanto dichas ideas arquitectónicas eran constantemente repensadas hasta el punto de integrarse en su método de proyectar edificios; su obra adquiere así una posición de resistencia en la modernidad que tiene escasos paralelismos en la arquitectura española, la cual, además, era sacudida en esos años por una serie de tendencias ajenas a estas ideas. En la Universidad Laboral de Cheste (1965-1970), primero concebida como la Ville Radieuse (circa 1924) de Le Corbusier y luego realizada con ciertos criterios organicistas, Moreno Barberá introdujo además un componente del neo-brutalismo, es decir, un trabajo de grandes volúmenes de hormigón visto como el que ya había utilizado en la Escuela Técnica de Ingenieros Agrónomos de Córdoba (1964-1968), en la Central Térmica de Puente Nuevo (1962-1965) o, en menor medida, en el Centro de Universidades Laborales de Málaga (1972-1982); todo ello, eso sí, sin olvidar la importancia del espacio exterior.
Al mismo tiempo, siguió cultivando un regionalismo extraordinariamente sutil en el que mantenía su preocupación por los materiales y técnicas constructivas de la modernidad, pero atendiendo especialmente a la topografía, al clima, a la orientación, a la vegetación del entorno… Buenos ejemplos de ello son la Escuela de Formación Profesional (1959-1967) de Monforte de Lemos (1959-1967) o la Escuela de Maestría Industrial (1959-1968) de Vigo (1959-1968), donde utilizó muros de piedra similares a los de la arquitectura tradicional gallega.

### La década de 1970: el despacho MB Consultants
La “arquitectura corporativa” había surgido, primero en Mies van der Rohe y después en los despachos de Skidmore, Owings and Merrill, entre otros, como solución a las crisis que empezaban a afectar de forma cada vez más clara al Movimiento Moderno. Sus principios se basaban en la perfección técnica, el desarrollo de proyectos de gran escala y la organización de las oficinas de arquitectura como consultores que controlaban todo el proceso, con el objetivo último de conseguir una marca de calidad asociada a la firma. Fernando Moreno Barberá ya había apuntado a esta tendencia de cierta grandilocuencia en la Escuela de Ingeniería Técnica Industrial (1968-1969) y a principios de los setenta reorganizó su despacho bajo la nueva denominación, por lo demás significativa, de M.B. Consultants. La estructura empresarial de su despacho llegó a contar con 200 personas, lo que probablemente constituía, en su momento, el despacho más importante de España.
Fernando Moreno Barberá experimentó con la corriente organicista que se había dado sobre todo en Madrid desde la década de 1950 y que había impulsado el éxito incontestable del Pabellón de Bruselas (1957) de Corrales y Molezún. Aunque ya había ya había introducido algunas formas orgánicas, como el patio interior de la Escuela de Maestría Industrial (1964-1968) en el barrio de San Blas de Madrid, en aquel momento adoptó el hexágono como forma de partida para el Centro de Universidades Laborales (1971-1973) de Las Palmas de Gran Canaria o el Centro de Universidades Laborales Blas de Tello (1971-1978) de Toledo; y, de hecho, su primer gran reconocimiento vino motivado por el uso de elementos organicistas en el Centro de Promoción Profesional Obrera (1970-1973), premiado por el Colegio Oficial de Arquitectos de Madrid en 1974, y que paradójicamente no resulta representativo de su producción, bastante incomprendida a juzgar por los hechos. En dicha obra mantuvo algunos tintes organicistas, como los testeros de hormigón curvados en las esquinas, pero experimentó decididamente con el concepto de monumentalidad moderna que ya había teorizado Sigfried Giedion, pensando el edificio desde una plataforma que servía de raíz y de la que emergían los potentes volúmenes. Moreno Barberá ya había ido asumiendo todo ello y poniéndolo en forma en diversos proyectos, como el almacén frigorífico para la empresa Interfrisa (1960-1963) en Barcelona o en la Escuela de Ingenieros Agrónomos de Córdoba (1964-1970), pero en los años setenta cristalizó en un modelo que luego exportaría en sus últimas obras.
Durante estos años, entre 1971 y 1972, retomó también su labor como docente, esta vez encargado de la Cátedra de Proyectos III en la Escuela Superior de Arquitectura de Madrid, demostrando la importancia que concedía Moreno Barberá a la formación y cerrando así el círculo que una vez empezó con Paul Bonatz en Alemania…

La gente, los trabajadores en España, que están acostumbrados a que se les pidan chapuzas, cuando se les pide un esfuerzo y algo difícil lo hacen; y les gusta, lo he comprobado muchísimas veces. Cuando estos encofrados estaban en el suelo de este laberinto de nervios y cruces, de nervios y escaleras y zancas… me llamaban: ‘Venga usted, don Fernando, mire usted este encofrado’. Realmente era una pieza de ebanistería casi, estaban orgullosos del trabajo bien hecho.
Fernando Moreno Barberá

### La década de 1980: nuevas obras para nuevos lugares
Desde mediados de la década de 1970 Fernando Moreno Barberá planteó proyectos a gran escala para otros países al igual que ya habían ensayado otros grandes nombres del Movimiento Moderno, una práctica que terminó por cuestionar la universalidad del denominado Estilo Internacional y derivó en posiciones cada vez más divergentes y radicales… hasta la disolución del Movimiento. En esta última fase de su producción se revelan algunas cuestiones interesantes, como el conocimiento de la arquitectura de Louis Kahn, desde las cuales releer las obras anteriores. 
Por norma general, abordó todos estos encargos desde la monumentalidad moderna que ya había practicado en algunas obras españolas, volviendo además sobre las ideas de simetría, escala y opacidad: en la Universidad de Kuwait (1977) partió de las ciudadelas de adobe de Oriente Próximo para configurar una franja central de edificios fundamentalmente residenciales, atendiendo a las necesidades climáticas desde sus habituales patios con vegetación; la Conference City (1975) en Abu Dhabi, la Universidad de Yarmouk (1979) en Jordania, el Centro Gubernamental (1979) en Omán, el Hotel de Nigerian Airports Authority (1982) de Nigeria, y otras muchas obras diseminadas por el globo, suponen adaptaciones mínimas de los conceptos anteriormente descritos.
Ello no significa, en ningún caso, que dejara de construir en España. Al contrario, dedicó buena parte de sus últimos años profesionales a la rehabilitación de algunos conjuntos madrileños.

## Recepción de su obra
Pese a las excepcionales características de su obra, Fernando Moreno Barberá ha venido ocupando un lugar muy secundario dentro de la crítica y la Historia de la Arquitectura. Tal vez por la carencia de un gran fotógrafo que transmitiese sus obras, por el silencio crítico e historiográfico hasta principios del siglo XXI o, con toda probabilidad, por una lectura muy personal del Movimiento Moderno al margen de las tendencias puntuales que atravesaron las escuelas españolas, lo cierto es que se le había relegado al olvido. El año 2000 supuso un punto de inflexión dentro de la fortuna crítica de la obra de Moreno Barberá pues, por una parte, se incluyó la Facultad de Derecho de Valencia en el Registro de Arquitectura Moderna 1925-1965 (DOCOMOMO Ibérico) , con el reconocimiento que ello conlleva, y, por otra, Fernando Moreno Barberá von Hartenstein, hijo del gran arquitecto, decidió donar el archivo profesional completo al Colegio Territorial de Arquitectos de Valencia , abriendo nuevas posibilidades en su investigación y gestión. Fruto de todo ello, en el año 2006 tuvieron lugar otros dos acontecimientos imprescindibles en su valoración histórica e historiográfica, de la mano del también arquitecto y profesor Juan Blat Pizarro: la publicación de Fernando Moreno Barberá. Modernidad y arquitectura y la exposición Fernando Moreno Barberá. Arquitecto, que vino acompañada igualmente de la publicación de un catálogo y de un documental. Desde entonces, el estudio de la figura de Fernando Moreno Barberá ha cristalizado en una nueva exposición, en el Colegio Oficial de Arquitectos de Madrid durante 2012, y en varias tesis doctorales.

## Premios
Estos son algunos de los premios que Fernando Moreno Barberá recibió a lo largo de su trayectoria:
- 1940. Primer premio en el concurso convocado por el Instituto Nacional de la Vivienda: Concurso de viviendas rurales, en Dehesas (Extremadura)
- 1964. Segundo premio del Concurso Internacional de anteproyectos para la Construcción del Teatro Nacional de la Ópera de la Fundación Juan March
- 1969. Diploma al Mérito Inmobiliario y Urbanístico del Colegio Oficial de Agentes de la Propiedad Inmobiliaria de Valencia por la Universidad Laboral de Cheste
- 1974. Premio del Colegio Oficial de Arquitectos de Madrid por Centro de Promoción Profesional Obrera
- 1979. Hexágono de plata de Habitation Space International Award por la Residencia de Estudiantes de Cheste
- 1979. Premio Juan de Villanueva del Ayuntamiento de Madrid por la restauración del Palacio de Vistahermosa
- 1987. Premio Dragados y Construcciones para la Investigación e Innovación en la Construcción, por la restauración y rehabilitación de la Casa del Cordón en Burgos

## Relación de obras y proyectos
Estos son los principales proyectos y obras construidas de Fernando Moreno Barberá, ordenados según su archivo personal:
- 1944. Concurso. Plaza de Toros (Jaén)
- 1945. Centro de investigaciones Calvo Sotelo (Madrid)
- 1949. Monumento a los caídos (Madrid)
- 1953. Facultad de Veterinaria (Madrid)
- 1955. Barrio de San Antonio (Madrid)
- 1956. Facultad de Derecho (Valencia)
- 1958. Escuela de Ingenieros Agrónomos (Valencia)
- 1959. Escuela de Maestría Industrial (Santiago de Compostela, La Coruña)
- 1959. Escuela de Formación Profesional Industrial (Monforte de Lemos, Lugo)
- 1959. Escuela de Maestría Industrial (Vigo, Pontevedra)
- 1960. Almacén frigorífico INTERFRISA (Barcelona)
- 1960. Facultad de Filosofía y Letras (Valencia)
- 1962. Central térmica. (Puente Nuevo, Córdoba)
- 1964. Escuela de Formación Profesional Industrial en el Barrio de San Blas (Madrid)
- 1964. Facultad de Ciencias (Madrid)
- 1964. Centro Nacional de Medios Audiovisuales (Madrid)
- 1964. Escuela de Ingenieros Agrónomos (Córdoba)
- 1965. Universidad Laboral de Cheste (Cheste)
- 1968. Escuela de Ingeniería Técnica Industrial en el barrio de San Blas (Madrid)
- 1970. Centro de promoción profesional obrera (Madrid)
- 1971. Centro de Universidades Laborales (Las Palmas de Gran Canaria)
- 1971. Centro de Universidades Laborales “Blas Tello” (Toledo)
- 1972. Centro de Universidades Laborales (Málaga)
- 1977. Universidad de Kuwait (Kuwait)